# Roźwienica
Roźwienica (do 14 lutego 1968 Rożwienica) – wieś w Polsce położona w województwie podkarpackim, w powiecie jarosławskim, siedziba gminy Roźwienica.
W latach 1975–1998 miejscowość administracyjnie należała do województwa przemyskiego.

## Części wsi
| SIMC    | Nazwa      | Rodzaj     |
| ------- | ---------- | ---------- |
| 0610537 | Dół        | część wsi  |
| 0610543 | Góra       | część wsi  |
| 0610550 | Parcelacja | część wsi  |
| 0610566 | Słomianka  | przysiółek |

## Historia
Pierwsza pisana wzmianka o Roźwienicy (Rozdwienicy) pochodzi z 1387 roku, kiedy to król Władysław Jagiełło ofiarował za zasługi we wprowadzeniu go na polski tron Janowi z Tarnowa miasto Jarosław wraz z zamkiem i districtus iaroslaviensis. Jedną z miejscowości jakie obejmował ten obszar była Roźwienica. Darowiznę tę potwierdziła w 1393 roku podobnym dokumentem królowa Jadwiga. Jednak rodowód wsi jest starszy, miejscowość najpewniej założono w czasie akcji kolonizacyjnej Rusi Halickiej (Czerwonej), przeprowadzonej przez Kazimierza Wielkiego, a więc w połowie XIV wieku. Od możnej rodziny Leliwitów Tarnowskich w lenno miejscowość otrzymał Jan Gołuchowski. Na terenie Rusi Czerwonej lenno nazywane jest maństwem, a lennicy manami. Naczelnym obowiązkiem manów była służba wojskowa, każdy lennik musiał stawiać się na każde wezwanie seniora osobiście i zazwyczaj z jednym zbrojnym. W 1440 roku Jan z Jarosławia uwolnił od obowiązku służby wojskowej Jana Gołuchowskiego, mana ze wsi Roźwienica. Nie wiemy, jakie okoliczności zadecydowały o tym postanowieniu, a że był to przypadek odosobniony należy wnioskować, iż Gołuchowski musiał bardzo przysłużyć się swemu seniorowi. Przypuszcza się, że z jego inicjatywy w pierwszej połowie XV wieku powstała na gruntach Roźwienicy Wola, zwana później Roźwienicką, z czasem przekształcona w odrębną wieś. Roźwienicę po Janie odziedziczył jego najmłodszy syn Jakub, który w aktach występuje jako Gołuchowski bądź jako Roźwienicki, man Roźwienicy i Woli Roźwienickiej. Wieś pozostała własnością tej rodziny aż do XVI wieku. W 1444 roku Roźwienica została wyceniona na 500 grzywien, co wskazuje na to, że wieś albo była niewielka, albo goiła rany po „jakiś” poważnych zniszczeniach. W tym samym czasie biedniejsza część Rokietnicy – Wola została sprzedana za 1000 grzywien. Początkiem XVI wieku (1507 roku) w Roźwienicy wzmiankowana jest cerkiew. Świątynia została spalona w czasie najazdu tatarskiego w 1624 roku, następnie odbudowana i ponownie zniszczona w czasie wojen z połowy XVII wieku.
Według spisu podatkowego z 1628 roku Roźwienica posiadała 15 ¼ zagospodarowanych łanów kmiecych, podatek płaciło 9 zagrodników i 4 komorników posiadających bydło i 9 bez bydła. We wsi znajdowała się cerkiew, która na swoje utrzymanie posiadała na swoje utrzymanie bliżej nie określony nadział ziemi, ponieważ w źródłach wymieniany jest opodatkowany pop. Miejscowość w 1628 roku należała do Macieja Stanisława Drohojowskiego (zmarł w 1652 roku), ale puszczona była w dzierżawę Hermolausowi, Spytkowi, Wojciechowi i Władysławowi Jordanom. Sytuacja gospodarcza Roźwienicy w 1651 roku nie zmieniła się ze stanem z 1628 roku, zamieszkał jedynie 1 rzemieślnik, zapewne zaspokajający potrzeby wsi oraz podróżnych. W 1658 roku w spisie nie zanotowano żadnej informacji dotyczącej Roźwienicy. Należy przypuszczać, że wieś została dotkliwie spustoszona w czasie niszczących wojen z drugiej połowy XVII wieku. Przypuszczalnie taki stan utrzymywał się aż do drugiego dziesięciolecia XVIII wieku. Potwierdza to rejestr pogłównego z 1674 roku, Roźwienica razem z Wolą Roźwienicką zapłaciła tylko 36 florenów podatku, podczas gdy same Rudołowice 43 floreny. W tym okresie wieś należała do Felicjana i Rafała Grochowskich oraz Wapowskich. Również w rewizji generalnej ziemi przemyskiej z 1713 roku Roźwienica została wymieniona z Rudołowicami, co oznacza, iż obie miejscowości należały do tego samego właściciela. Razem miejscowości liczyły 56 chałup, mieszkało tam 7 kmieci gospodarujących na łanie ziemi, 22 kmieci półłanowych, 20 zagrodników i 10 chałupników, 6 chałup należało do plebanii w Rudołowicach.
Około połowy wieku XIX wieś przeszła w posiadanie Tomasza Górskiego. W rękach tej rodziny Roźwienica pozostała aż do wybuchu I wojny światowej. Słownik geograficzny Królestwa Polskiego i innych krajów słowiańskich wymienia Roźwienicę jako wieś w powiecie jarosławskim w lekko sfałdowanej równinie wzniesionej 248 m n.p.m. przy drodze z Jarosławia do Pruchnika. Parafia rzymskokatolicka w Rudołowicach, greckokatolicka w Pełnatyczach. Ludność: 238 wyznania rzymskokatolickiego, 134 grekokatolików i 19 izraelitów, domów 74. 
Szkołę założono 24 maja 1874 roku jako etatową, publiczną jednoklasową. W 1902 roku w drewnianym budynku szkoły uczyło się 85 osób, a nauczycielem w tym czasie Antoni Wiceniak. Bibliotekę założono dwa lata później, początkowo liczyła 183 książek. W stosunku do danych Słownika geograficznego (około 1880) Roźwienica w 1902 roku liczyła 93 domy i 598 osób, w tym 5 domów i 97 osób należało do dworu, którego przełożonym był Władysław Górski. 
29 września 1907 roku Jadwiga Poleska sprowadziła do Roźwienicy siostry służebniczki starowiejskie w celu zorganizowania i prowadzenia ochronki. W 1989 roku placówkę zlikwidowano, a kaplicę rozbudowano i zaadaptowano na kościół filialny. Ochotnicza Straż Pożarna została założona w 1910 roku. Mniej więcej w tym czasie Roźwienica liczyła 598 osób
Pośrodku wsi na lekkiej wyniosłości dawny pałac, zbudowany w XIX wieku, obecnie siedziba Urzędu Gminy, starannie odrestaurowany w latach 1975–1980. W otoczeniu dobrze zachowany park krajobrazowy założony w miejscu starszego, XVIII – wiecznego, geometrycznie rozplanowanego ogrodu. Ogrody krajobrazowe, dominujące dziś w całym układzie przestrzennym, pochodzą z początków XX wieku. Centralne miejsce zajmuje duży, murowany pałac z końca XIX wieku oraz rozległa łąka kwietna na osi frontowej elewacji dworu. Zachowane są dwa główne wjazdy: jeden paradny, od strony drogi pruchnickiej, prowadzącej do podjazdu pod dwór i gazon centralny, drugi, gospodarczy, od majdanu i głównej drogi prowadzącej na folwark. Zbiorowiska roślinne mają charakter wysokich drzewostanów. Zbliżone są swoim składem fitosocjologicznym do grądów. Składają się głównie z dębu, brzozy, lipy, jesionu i buka. W najbliższym otoczeniu dworu rosną: dąb błotny, cyprysiki, żywotniki, platany, iglicznia trócierniowa, orzechy czarne i sosny wejmutki. Są też prastare lipy i topole białe. Uroku Roźwienicy dodają również zabytkowe kapliczki i domy z przełomu XIX i XX wieku.